# Sistema de recomanació híbrid
Els sistemes de recomanació híbrids, combinen diferents mètodes de recomanació per a o bé eliminar problemes específics d'un sistema concret, o bé per a augmentar la precisió de les recomanacions. Així doncs, com a conseqüència s'atenuen els desavantatges de cada un dels sistemes i es combinen els beneficis.
Típicament els sistemes de recomanació col·laboratius són els més combinats amb altres sistemes de recomanació per pal·liar el problema d'arrancada en fred.

## Motivació

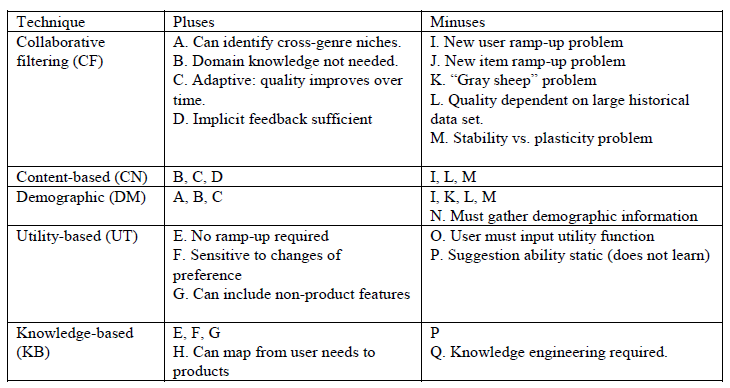
Tradeoffs between Recommendation Techniques, Burke

Totes les tècniques de recomanació tenen fortaleses i debilitats les quals cal tenir en compte al moment d'escollir una combinació de sistemes adequada:
Filtrat col·laboratiu:  aquesta tècnica recomana a l'usuari els tòpics que han elegit els altres usuaris els quals comparteixen gustos similars. Aquesta similitud en el gust de dos usuaris es calcula sobre la base de les coincidències trobades en les classificacions que han generat els usuaris en diferents ítems. És precís sempre que existeix un grup d'usuaris veïns, però sofreix de sparsity, cold start i el problema del nou ítem. 
Basat en contingut: El sistema aprèn a recomanar ítems similars els quals li han agradat a l'usuari en un passat. La similitud dels ítems es calcula
en base a característiques associades als ítems amb els quals els compara. No sofreix tant per sparsity però si per usuari nou, d'altra banda proporciona facilitat per extreure característiques del contingut i especialització.
Demogràfic: Recomanen els tòpics sobre el perfil demogràfic de l'usuari. Són similars a les recomanacions basades en contingut.
Basat en coneixement: aquests sistemes recomanen els tòpics basats en contingut específic de domini. Interpreten com  certes característiques d'un tòpic compleixen amb els requeriments i preferències de l'usuari i en quina mesura aquest tòpic pot ser-li útil. Eliminen problemes generals com el cold-start, però per altra banda no presenten un caràcter innovador, és a dir, sempre realitzen les mateixes recomanacions per a les mateixes situacions.
Basats en utilitat: Sistemes que creen una funció d'utilitat per a cada ítem la qual intervé directament en el procés de recomanació. No presenten cold-start, són sensibles a canvis en preferències, s'adapten a les necessitats dels usuaris i a més inclouen característiques que no són pròpies dels productes.

## Classificació
Es poden distingir 7 tècniques d'hibridació diferents:

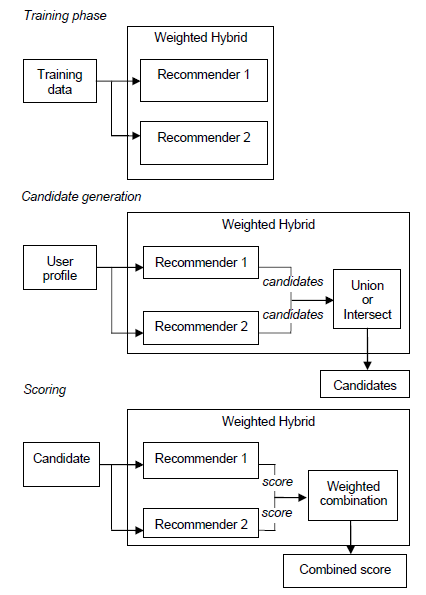
Sistema de Recomanació Híbrid, Ponderat

|       | Weight | Mixed | Switch | FC | Cascade | FA | Meta-Level |
| ----- | ------ | ----- | ------ | -- | ------- | -- | ---------- |
| CF/CN | E      | E     | E      | E  | E       | E  |            |
| CF/DM | E      |       |        |    |         |    | I          |
| CF/KB | E      |       | E      | I  |         |    |            |
| CN/CF | R      | R     | R      | R  |         |    | E          |
| CN/DM |        |       |        | E  |         |    | I          |
| CN/KB |        |       |        | I  |         |    |            |
| DM/CF | R      | R     | R      | R  |         |    | I          |
| DM/CN | R      | R     | R      | R  |         |    |            |
| DM/KB |        |       |        | I  |         |    |            |
| KB/CF | R      | R     | R      | R  | E       | E  |            |
| KB/CN | R      | R     | R      | R  |         |    |            |
| KB/DM | R      | R     | R      | R  |         |    | I          |

### Ponderat (Weighted)
El valor de la recomanació d'un ítem s'obté ponderant els diferents resultats obtinguts pels sistemes de recomanació. Això no obstant, hi ha ocasions en què el resultat d'una recomanació no es pot ponderar, ja que el sistema de recomanació utilitzat no ofereix un valor que expressi el grau de similitud o nivell de satisfacció de l'ítem. En aquests casos, en lloc dels resultats obtinguts pels diferents sistemes de recomanació i els elements resultants són anomenats candidats.
El sistema ponderat és probablement el disseny més simple dels híbrids, cada component de la puntuació genera un ítem i les puntuacions són combinades usant una fórmula lineal.
L'avantatge d'aquests tipus d'híbrid és que totes les capacitats del sistema s'exerceixen en el procés de recomanació d'una manera directa i és fàcil de realitzar l'assignació i ajustar el sistema híbrid. Tanmateix, això implica que el valor relatiu de les diferents tècniques és més o menys uniforme en l'espai dels possibles ítems (No en el cas del col·laboratiu).

### Commutació (Switching)

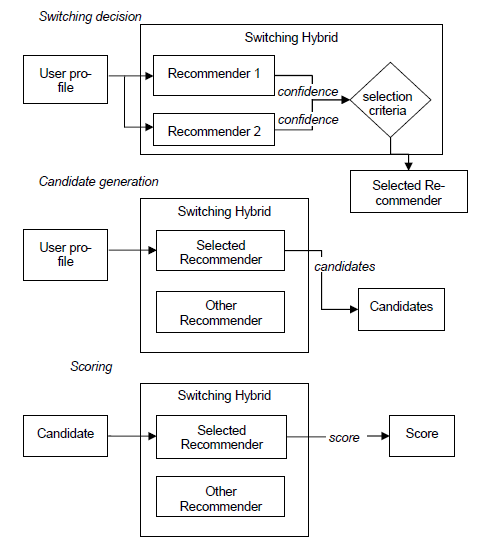
Sistema de Recomanació, Commutació

El sistema utilitza un criteri per a establir quin sistema de recomanació utilitza en cada moment. Existeixen dos possibilitats:
1. A partir dels resultats obtinguts pels sistemes de recomanació involucrats, es determina quins resultats mostrar.
2. Se selecciona el sistema de recomanació a utilitzar abans de processar cap informació

Per tant, per a un perfil diferent, pot ser que s'utilitzi diferent recomanador. Aquest enfocament té en compte el problema que els components poden no tenir per a tots els usuaris un alt rendiment. Això no obstant, s'ha d'elegir un criteri fiable per tal d'alleujar-ho i en el qual basar la commutació.
L'elecció del criteri de commutació és molt important. Alguns investigadors, han fet servir valors inherents als components de recomanació, altres han utilitzat criteris externs.

### Mixt (Mixed)

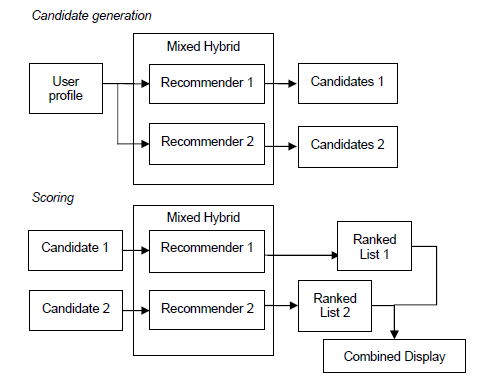
Sistema de Recomanació, Mixt

La recomanció de més d'un mètode es realitza simultàniament, és a dir, diferents recomanacions es presenten al mateix temps.
És difícil d'avaluar un recomanador mixt utilitzant dades retrospectives. Amb altres tipus d'híbrids, podem utilitzar les qualificacions reals de l'usuari per a determinar si els ítems estan sent ben classificats.
Ex: Sistema híbrid basat en un sistema col·laboratiu i de contingut.
S'empra per primera vegada el sistema basat en contingut, si aquest sistema no pot fer la recomanació en suficient confiança, aleshores s'executa la recomanació col·laborativa. Aquesta hibridació no evita per complet el problema del ramp-up, ja que ambdós sistemes tenen el problema
del nou usuari.
Aquests tipus d'hibridació és pràctica per fer un gran nombre de recomanacions de forma simultània. A més evita el problema del nou ítem quan es posa en marxa. Té la propietat del “nich-finding”, ja que pot atraure nous elements que un enfocament estricte en contingut eliminaria.

### Combinació de propietats (feature combination)

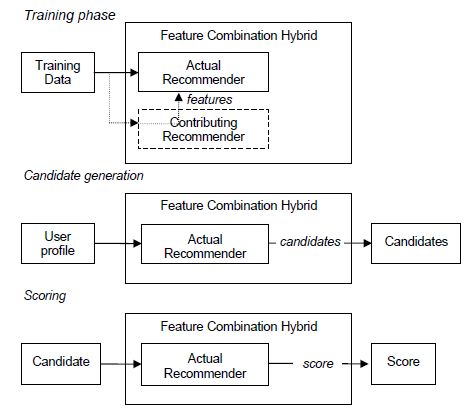
Sistema de Recomanació Híbrid, Combinació de propietats

Les propietats o faccions d'un tipus de sistema de recomanació són usades, mitjançant una adaptació, a un altre tipus diferent de sistema de recomanació. És a dir, s'uneixen en un únic conjunt les dades que utilitzen diferents estratègies i amb aquest nou conjunt s'executa un sol algoritme de recomanació.
La combinació de propietats no és un sistema híbrid de recomanació des del punt de vista que només utilitza un sistema de recomanació. Això no obstant, es considera que forma part dels sistemes de recomanació híbrids, ja que realitza una combinació de fonts de coneixement: la combinació de propietats pren la lògica de les recomanacions d'un tipus de tècnica en lloc d'utilitzar un component o artefacte que la implementa.
Un exemple, en el cas d'hibridar contingut i col·laboratiu, permet que el sistema consideri les dades de col·laboració sense confiar exclusivament en ell, de manera que redueix la sensibilitat per al nombre d'usuaris que han valorat un element. Per contra permet que el sistema tingui informació inherent dels ítems, els quals en realitat no són valorats en un sistema de col·laboració.

### En cascada (cascade)

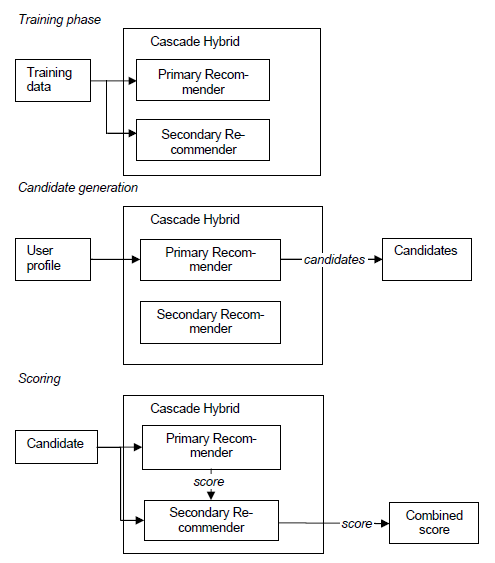
Sistema de Recomanació Híbrid, Cascada

S'utilitza d'algun mètode de recomanació per a elaborar una llista de possibles recomanacions i a partir d'aquesta, aplicar un segon algoritme de recomanació, és a dir, un sistema de recomanació refina les recomanacions donades per un altre sistema. Així doncs, la idea d'aquests tipus d'híbrids és crear un híbrid jeràrquic, en el qual un recomanador feble no pot reemplaçar les recomanacions fetes per un de més fort, només pot perfeccionar-les.
Un recomanador de casacada utilitza un sistema de recomanació secundari només per trencar els empats en la puntuació primària.
Exemple, recomanació basada en coneixement en cascada en col·laboració. Així doncs es genera una recomanació basada en els interessos declarats per l'usuari. Aquestes recomanacions es col·loquen en posicions d'iguals preferència i la tècnica basada en col·laboratiu és l'encarregada de trencar els llaços.
Els sistemes en cascada són tolerants al soroll de recomanacions de baixa prioritat, ja que com ja s'ha dit, refina el resultat. 

### Augment de qualitats (feature augmentation)

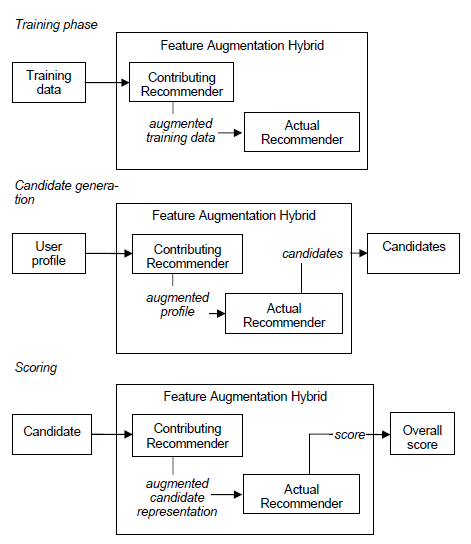
Sistema de Recomanació Híbrid, Augment de qualitats

L'augment de qualitats combina la utilització dels sistemes de recomanació de la següent forma: En primer lloc el sistema de recomanació contribueix a realitzar la recomanació d'un ítem aportant informació complementària. Aquestes recomanacions són utilitzades per un segon sistema de recomanació com a elements d'entrada. Així doncs, aquests sistemes de recomanació, a més d'obtenir com a elements d'entrada per a l'aprenentatge del sistema  les propietats d'un ítem recomanat, també incorporen les recomanacions.
És a dir, en lloc d'utilitzar les característiques extretes de la qual contribueix el domini del recomanador, un híbrid d'augment genera una nova característica per cada element mitjançant la lògoca de recomanació del domini contribuent. 

### Meta nivells

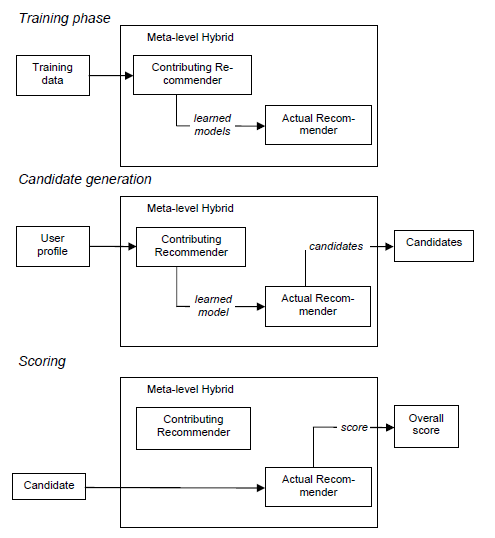
Sistema de Recomanació Híbrid, Meta Nivells

En el metanivells, el model après per un sistema de recomanació és usat com a font d'entrada per a un altre sistema de recomanació. Aquest enfocament s'assembla al d'augment de qualitats en el fet que el sistema de recomanació contribueix en l'entrada de la informació del sistema de recomanació. Això no obstant, en el cas dels meta-nivells, la contribució del primer sistema de recomanació reemplaça completament la font original de coneixement.